# Royal High School Former Pupils
Royal High School Former Pupils est un club de rugby à XV basé à Édimbourg, en Écosse, représentant les anciens élèves de la Royal High School (en).

## Histoire

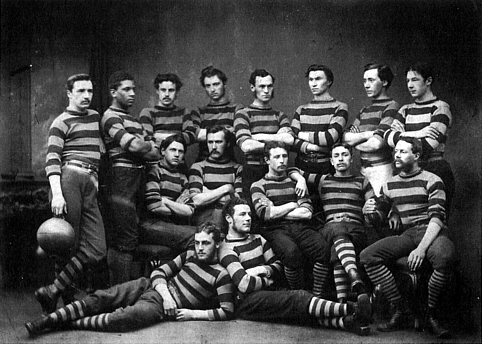
L'équipe de rugby des anciens élèves de la Royal High School, en 1871.

Après la formation d'une équipe en 1867 pour affronter le club du Edinburgh Academical FC, les anciens élèves (en anglais : former pupils) de la Royal High School (en) actent la création d'une structure dédiée, sous le nom de Royal High School Former Pupils. Bien que le club soit par principe ouvert malgré sa dénomination, le recteur de l'école insiste en 1870 afin que seuls des anciens élèves soient éligibles à l'intégration dans l'équipe.
En tant que représentant de la Royal High School, il contribue au développement du rugby-football en Écosse, comme toutes les équipes scolaires et universitaires écossaises.
Quelque temps après le match entre l'Écosse et l'Angleterre de 1871, première rencontre internationale de l'histoire, le club adhère à la Rugby Football Union, fédération fondée en Angleterre afin de codifier les règles du rugby-football. Au soir de la troisième rencontre entre les deux équipes nationales, il est l'un des huit clubs fondateurs de la Scottish Football Union, dédiée à l'organisation du rugby en Écosse,.
En 2003, le club disparaît dans le cadre d'une fusion avec le Corstorphine RFC (en), en tant que Barnton RFC ; l'union prend fin en 2017, l'ancienne entité de Corstorphine reprenant son indépendance,. La Royal High School œuvre également pour la création d'une nouvelle entité, le Royal High Rugby Football Club.

## Joueurs notables
- Angus Buchanan
- Mark Morrison
- Iwan Tukalo